# Poussière (bande dessinée)
Pour les articles homonymes, voir Poussière (homonymie).
Poussière est une série de bande dessinée française de science-fiction créée par Geoffroy Monde, publiée par Delcourt avec trois volumes sortis entre 2018 et 2021.

## Synopsis
Poussière vit avec son frère et sa sœur, les jumeaux Ayame et Pan, sur la planète Alta, depuis peu en proie aux attaques des cyclopes, des entités gigantesques auparavant pacifiques mais déclenchant dorénavant des catastrophes naturelles. Lorsque ces colosses sont terrassés, l'ordre des passeurs, des augures pouvant prévoir leurs attaques, procèdent à l'effluence, un rituel les faisant disparaître pour rejoindre l'essence puis ressusciter afin de respecter l'équilibre écologique de la planète. Cependant, les désastres de plus en plus violents, accompagnés des apparitions mystérieuses d'un homme noir, rendent la situation politique de ce monde instable,.

## Genèse de l'œuvre
Geoffroy Monde commence à réfléchir à Poussière deux à trois ans avant d'en faire son projet principal. Les deux premiers tomes, commandés au départ par l'éditeur Delcourt, sont écrits ensemble, tandis que le déroulement du troisième et dernier prévu n'est pas défini dès le départ,.
L'auteur travaille exclusivement à la tablette graphique sur la série. Pour RTS, « la palette de couleurs utilisée par Geoffroy Monde est vive, tendre et inhabituelle. Elle plonge dans l'étrange, un étrange joyeux, fait de mosaïques colorées et de protubérances surprenantes. Le trait est agréable et le découpage inventif ». Pour le site spécialisé 9e Art, « l'auteur a le chic pour transgresser les codes classiques de la BD, jouer avec les cases, changer complètement de technique ».

## Thématiques et influences
Habitué de l'humour absurde, la série constitue la première incursion de Geoffroy Monde dans le genre de la science-fiction, bien que le premier tome semble à première vue se dérouler dans un univers fantastique, avant un retournement de situation dans le deuxième tome,. L'auteur, qui enfant lisait beaucoup de comics de super-héros, confie s'être mis à lire de la bande dessinée de science-fiction, notamment Mœbius, après avoir commencé à travailler sur la série.
Pour Lise Famelart de Clubic, « si le surnaturel s'immisce dans les pages de Poussière, c'est avant tout un drame humain que raconte l'auteur, particulièrement dans le premier tome. À travers cet univers imaginé, Geoffroy Monde parvient à faire transparaître des problématiques bien réelles, celles des catastrophes naturelles, de ceux et celles qui décident de tirer parti de la situation, des déplacements de population… ». Le thème de l'écologie est donc particulièrement présent au départ mais ne constitue pas pour l'auteur le sujet principal, qui « développe davantage cette idée d'un monde dans lequel les gens corrigent leurs défauts et blessures sur un rythme d'évolution bien plus rapide que l'évolution naturelle », moins inspiré par le transhumanisme que par les théories de l'évolution.

## Albums
- 1. Poussière, Delcourt,  (ISBN 978-2-7560-9878-4), 5 septembre 2018
Scénario, dessin et couleurs : Geoffroy Monde
- 2. Poussière, Delcourt,  (ISBN 978-2-7560-9998-9), 10 avril 2019
Scénario, dessin et couleurs : Geoffroy Monde
- 3. Poussière, Delcourt,  (ISBN 978-2-413-02002-8), 27 janvier 2021
Scénario, dessin et couleurs : Geoffroy Monde